# Diocèse des Bahamas et des îles Turques-et-Caïques

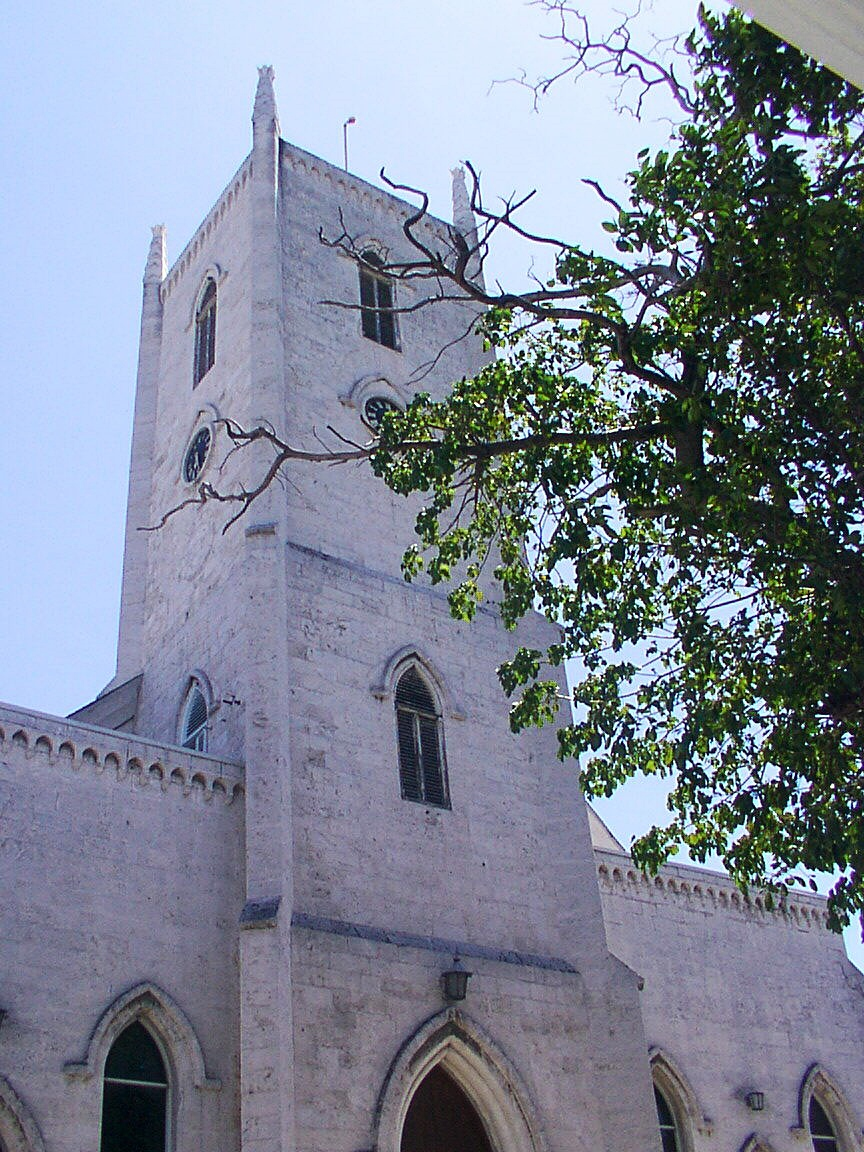
Cathédrale anglicane du Christ, Nassau (Bahamas).

Le diocèse des Bahamas et des îles Turques-et-Caïques est une juridiction de la Communion anglicane couvrant les Bahamas et les îles Turques-et-Caïques relevant de l'Église dans la province des Antilles. Il est érigé en 1861 à partir du diocèse de Jamaïque. Son titulaire actuel est Laish Boyd qui siège à la Cathédrale du Christ de Nassau.

## Historique
En 1670, Charles II accorde le territoire des Bahamas aux huit lords propriétaires de Caroline, l'une des conditions est d'y établir des paroisses l'Église d'Angleterre. En 1729, quand les Bahamas, devenue une colonie de la Couronne en 1718, accueille leur premier gouverneur, Woodes Rogers, l'Église d'Angleterre devient l'Église établie par la loi et les Bahamas sont placées sous la juridiction de l'évêque de Londres.
En 1824, le diocèse de Jamaïque est créé et les Bahamas en deviennent un archidiaconé en 1844. En 1861, le diocèse de Nassau est créé pour couvrir les Bahamas et les îles Turques-et-Caïques. Son premier évêque est Charles Caulfield qui occupait avant les fonctions d'archi-doyen.
En 1869, l'Église anglicane est désétablie des Bahamas.

## Liens extérieurs
Site officiel du Diocèse